# Ormai László
Ormai László, született Ohrenstein László (Budapest, 1932. március 15. – 2023. július 10.) magyar közgazdász, asztalitenisz-edző, mesteredző, aki 40 magyar bajnoki címet és 25 BEK/BL-győzelmet szerzett a Statisztika PSC együttesével, amelynek 2021-es megszűnéséig elnöke is volt.

## Életpályája

### Tanulmányai
A Mester utcai Szent István Kereskedelmi Középiskolában érettségizett, ezt követően, 1950-ben felvették a Közgazdasági Egyetemre, ahol 1954-ben megszerezte diplomáját.
Friss diplomásként 1954. július 24-én a Központi Statisztikai Hivatalban (KSH) kezdett dolgozni, amelynek egyik legjelentősebb, legnagyobb létszámú egységébe, az Iparstatisztikai főosztályra került. 1954 és 1958 között az olajbányászat és olajfeldolgozás statisztikáival foglalkozott, 1958-ban védte meg doktori disszertációját, melyben a kőolajipar műszaki-gazdasági mutatóit elemezte. 

### Sportolói pályafutása
Középiskolai évei alatt sokoldalú képzést kapott testnevelésből. Történelemtanára, Konoróth Gyula kiváló gyeplabdázó, szakvezető és a szövetség későbbi elnöke, testnevelő tanára pedig Várszegi József, az 1948-as londoni olimpián harmadik helyezett gerelyhajító volt. 
A labdarúgás iránti szeretete már egészen kiskorában megmutatkozott, tízévesen már az EMTK-ban (később: ESMTK) játszott. Fiatalon sportpályája csúcsa az volt, amikor behívták a Pest Déli Területifjúsági válogatott keretébe. Sérülései miatt labdarúgó-pályafutását azonban meg kellett szakítania, ekkor kezdett asztaliteniszezni, előbb csak hobbi szinten, majd a Hazai Fésűsfonó NB II-es csapatában.
Egyetemi tanulmányai alatt a Közgazdaságtudományi Egyetem, majd később a Haladás csapatába igazolt. Amikor elkezdett dolgozni a Statisztikai Hivatalban, újrakezdte a labdarúgást a KSH Bp I. osztályú csapatában, amely később feljutott az NB III-ba. Amikor a Statisztika női asztalitenisz-csapata feljutott az NB I-be, a versenyszerű labdarúgást abbahagyta, de az öregfiúk csapatában még 40 évesen is játszott.

### Edzői pályafutása
Ormai László 1954-ben felső utasításra a Központi Statisztikai Hivatalban (KSH) kezdett dolgozni, ahol a tömegsport keretében elsősorban férfiak asztaliteniszeztek. Czeiner Pál akkori szakosztályvezető biztatására a hivatali dolgozókból kialakított egy női csapatot, amely a későbbi sikercsapat előfutára volt.  Az első csapatot Komlódi Etelka, Szabóné Medgyesi Éva, Reisz Gabriella és Gódor Klára alkotta, ezt a négyest nevezték be a budapesti II. kerületi bajnokság másodosztályába.
"A Hivatal épületének harmadik emeletén lévő szélesebb folyosót neveztük ki »edzőteremmé«, az itt felállított asztalokon pingpongoztak a lányok, s mivel a labda alkalmanként a lépcsőházban egészen a földszintig lepattogott, a le-fel rohangálással az erőnléti edzést is letudtuk” – emlékezett vissza Ormai 2021-ben a Nemzeti Sportnak.
A Statisztika minden évben feljebb jutott egy osztállyal, 1957-ben az NB II-ben indulhatott, ahol szintén az első helyen végzett, így a klub az 1959-es kiírást már a hazai első osztályban kezdte. Bár eleinte a bennmaradás volt a célja, az első évadban a tizennégy csapatos mezőny nyolcadik helyén végzett, majd évről évre egyre jobb eredményeket ért el. A csapat is átalakult és megerősödött, kiegészült olyan saját nevelésű fiatalokkal, mint Fülöp Éva, Papp Angéla, Kisházi Beatrix, Lotaller Henriett és Juhos Eszter.
1968-ban nyílt először lehetősége az NB I-es bajnoki cím megszerzésére, és mivel december 12-én a döntő harmadik mérkőzésén 13:5-re legyőzte a címvédő Ferencváros együttesét, a klub története első bajnok címét ünnepelhette Ormai vezetésével. A bajnokcsapat tagjai Csáki Piroska, Juhos Eszter, Kisházi Beatrix, Kovács Edit, Lotaller Henriett, Papp Angéla, Rózsásné Faludi Júlia és Zacher Gizella voltak.
1973-ban megkapta a Mesteredzői Díjat.
Innentől kezdve egészen 2007-ig itthon egyetlen riválisa sem tudta megelőzni a bajnoki versenyfutásban az Ormai László vezette Statisztikát, amely győzelemmel rajtolt a nemzetközi kupaporondon, a Bajnokcsapatok Európa Kupájában is. Első BEK-meccsét az 1969–1970-es idényben 5:1-re megnyerte a bolgár Pleven ellen, mielőtt a 18 éves Magos Judittal erősített volna. Hibátlan menetelés után a kétmeccses döntőt a csehszlovák Start Prahával játszották, és 5:4, 5:1-es kettős győzelemmel ültek Európa trónjára.
Ormai irányításával a Statisztika negyven magyar bajnoki, és huszonöt BEK/BL-címet nyert. Az egyesület a kilencvenes évektől a Nagy Krisztina, Tóth Krisztina, Éllő Vivien, Wirth Gabriella, Wirth Veronika összeállítású csapatra épült, de a kor szokásainak megfelelően idegenlégiósok is szerepeltek (Csen Jing olimpiai bajnok, Li-Chi Vej, Irina Palina és a vajdasági Boros Tamara.
A hazai ligában 39 éven át tartó bajnoki sorozatukat a volt Statisztika-játékosokat szerepeltető Postás SE törte meg 2007-ben, az első számú nemzetközi kupában az utolsó elsőséget 2001-ben szerezték a német FC Langweid ellen. A bajnoki címet 2008-ban ugyan még visszahódította a klub, de Ormai az elvándorlás és az egyre fogyó források miatt a felnőtt csapat feloszlatása mellett döntött, az egyesület fő feladata az utánpótlás-nevelés lett.
A szakember hivatalosan 2000-ig dolgozott a klubnál vezető edzőként, akkor átadta a vezető edzői posztot tanítványának, Fülöp Istvánnak, de a szakosztály igazgatóként megtartotta az irányítást. 2005-ben megválasztották az SPSC elnökének, amely posztot a klub megszűnéséig, 2021-ig betöltötte.

## Főbb művei
- Dörnyei József–Ormai László: Bevezetés a statisztikai informatikába. Egyetemi továbbképző jegyzet. 1.; KSH Számítástechnikai Főosztály, Bp., 1971
- Korszerű asztaliteniszezés; Sport, Bp., 1981
- Korszerű asztaliteniszezés; 2. jav., bőv. kiad.; Sport, Bp., 1987

## Díjak, elismerések
| Díj/elismerés                                       | Év   |
| --------------------------------------------------- | ---- |
| Mesteredzői-díj                                     | 1973 |
| Magyar Népköztársasági Sportérdemérem ezüst fokozat | 1974 |
| Munka Érdemrend arany fokozat                       | 1976 |
| Sportújságírok díja                                 | 1979 |
| Állami Ifjúsági Díj                                 | 1981 |
| Ezüstgerely díj                                     | 1982 |
| Neumann János emlékérem                             | 1985 |
| Sportújságírók díja                                 | 1986 |
| Magyar Sportért-díj                                 | 1992 |
| Fényes Elek-érdemérem                               | 1999 |
| MOB-életműdíj                                       | 2000 |
| Bay Béla-díj                                        | 2001 |
| NSSZ-életműdíj                                      | 2007 |
| Olimpiai Érdemérem                                  | 2007 |
| Köztársasági Érdemrend Lovagkeresztje               | 2008 |
| ETTU Becsületrend                                   | 2015 |
| MOB a nők sportjáért díj                            | 2020 |

## Magánélete
Felesége Komlódi Etelka, aki játékosa és kollégája is volt a Statisztikánál, és akit a klub 1958-as NB I-be jutása után két hónappal vett feleségül.
Gyermekük nem született. Öccse gyermekét és unokáit sajátjaként szerette.

## Emlékezete
- 2010 januárja óta Ormai László nevét viseli a Marczibányi téri asztalitenisz-csarnok, amelynek felépítésért a hetvenes években ő maga is sokat tett, és amely a Statisztika sportági szakosztályának, majd később a magyar válogatottnak is adott otthont. A legendás edző és vezető az épület 2020-as felújítása és a sikerklub 2021-es megszűnése után is névadó maradt.
- Ormai László-díj
- Emléktábla a Marczibányi téri asztalitenisz csarnokban (2024)[2]
- Emléktábla lakóházán a Varsányi Irén utca 14−16-ban (2025)[3]